# Hagen (thüringisches Adelsgeschlecht)

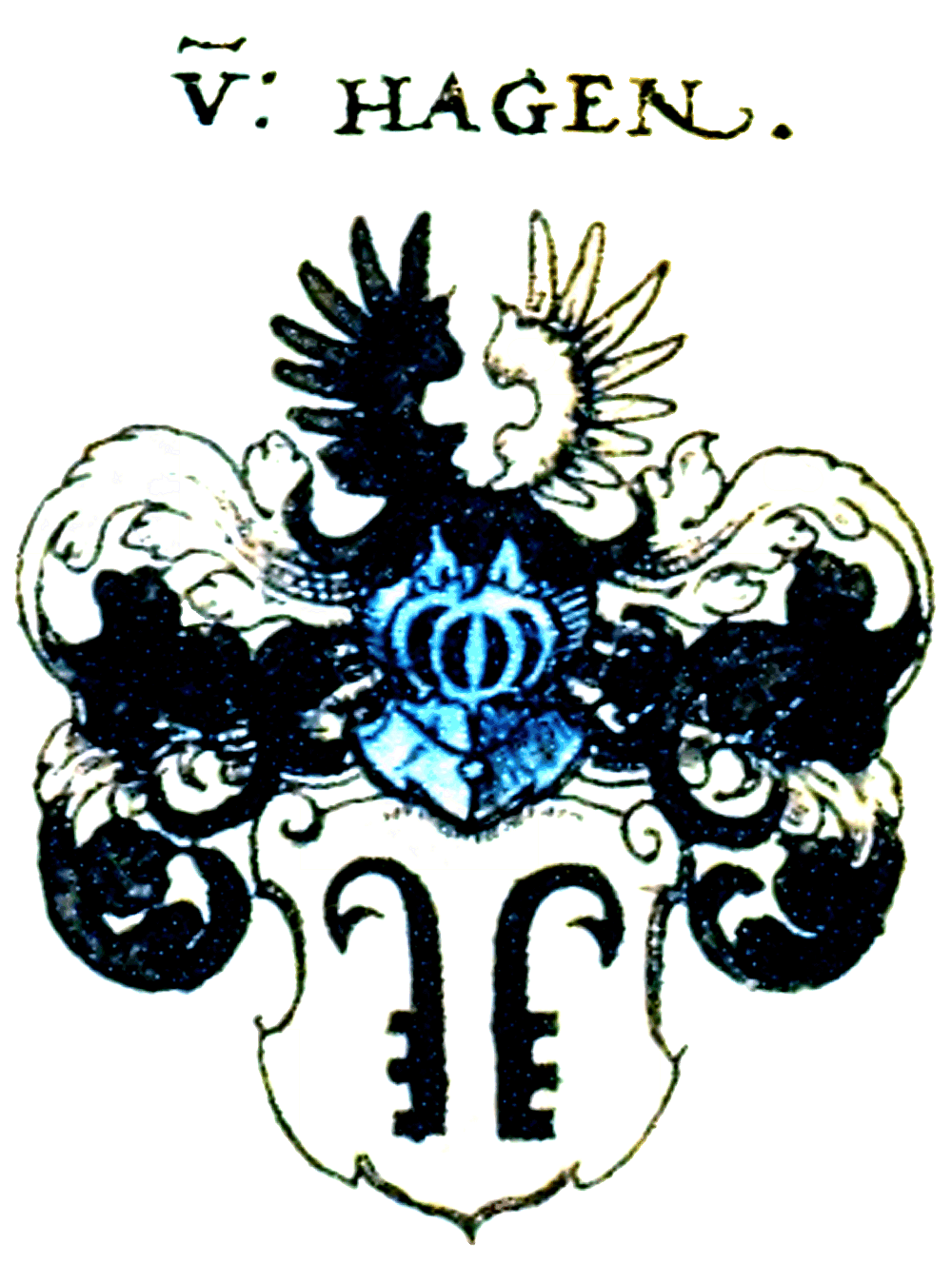
Stammwappen derer von dem Hagen in Siebmachers Wappenbuch (1605)

Graf und Freiherr vom Hagen (auch Hain, Hayn, lat.: Indagine) ist der Name eines thüringischen Uradelsgeschlechtes, das im Raum Mühlhausen begütert war.

## Geschichte
Nach einer Legende sollen bereits 524 deutsche sächsische Edelleute von Hagen (lateinisch: Nobiles de Indagine, thüringisch: von Hain) dem Frankenkönig Theuderich I. im Kampf gegen die Thüringer geholfen und den Ort Scheidungen erobert haben. Der Stammeskrieger Hartugast soll dann 531 in der Entscheidungsschlacht gegen die Thüringer einen entscheidenden Beitrag geleistet und damit den verbündeten Sachsen und Franken zum Sieg verholfen haben. Zum Dank dafür sei er mit Land am Harz beschenkt worden.
Nördlich von Mühlhausen wurde daraufhin die Haynerburg, das heutige Rüdigershagen errichtet, die erbliches Lehen wurde. Sie bestand aus dem den Oberwall und den Unterwall. Diese Burganlage wurden bei der Denkmalerfassung im Landkreis Worbis durch die Mitarbeiter des Weimarer Museum für Ur- und Frühgeschichte Thüringens als Oberwall und Unterwall in Resten vor Ort dokumentiert.
Die erste zuverlässige urkundliche Erwähnung der Familie vom Hagen – hier in der lateinischen Schreibform Indagine – findet man im Februar 1148: Cunnradus et Hermannus fratres de Indagine … (die Brüder Konrad und Hermann von Hagen …).

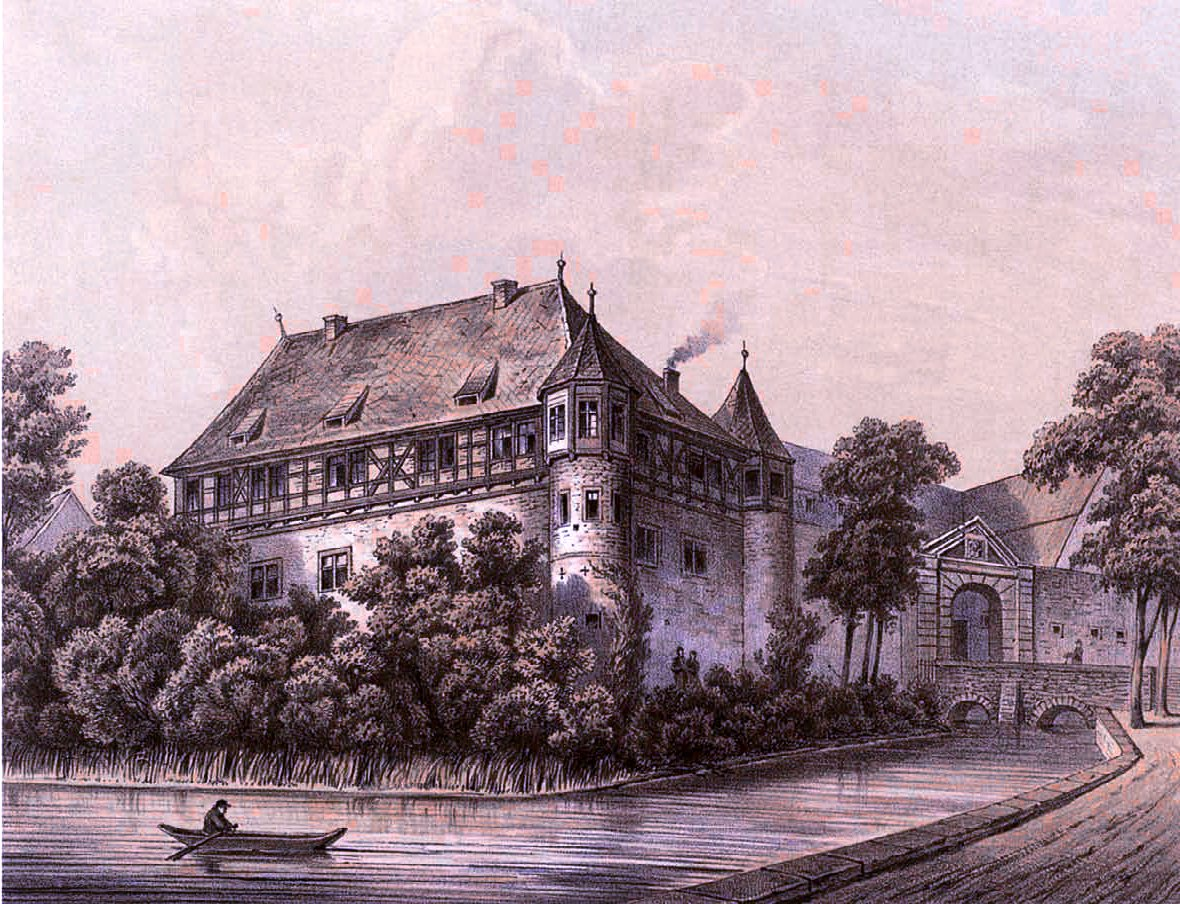
Wasserburg Deuna

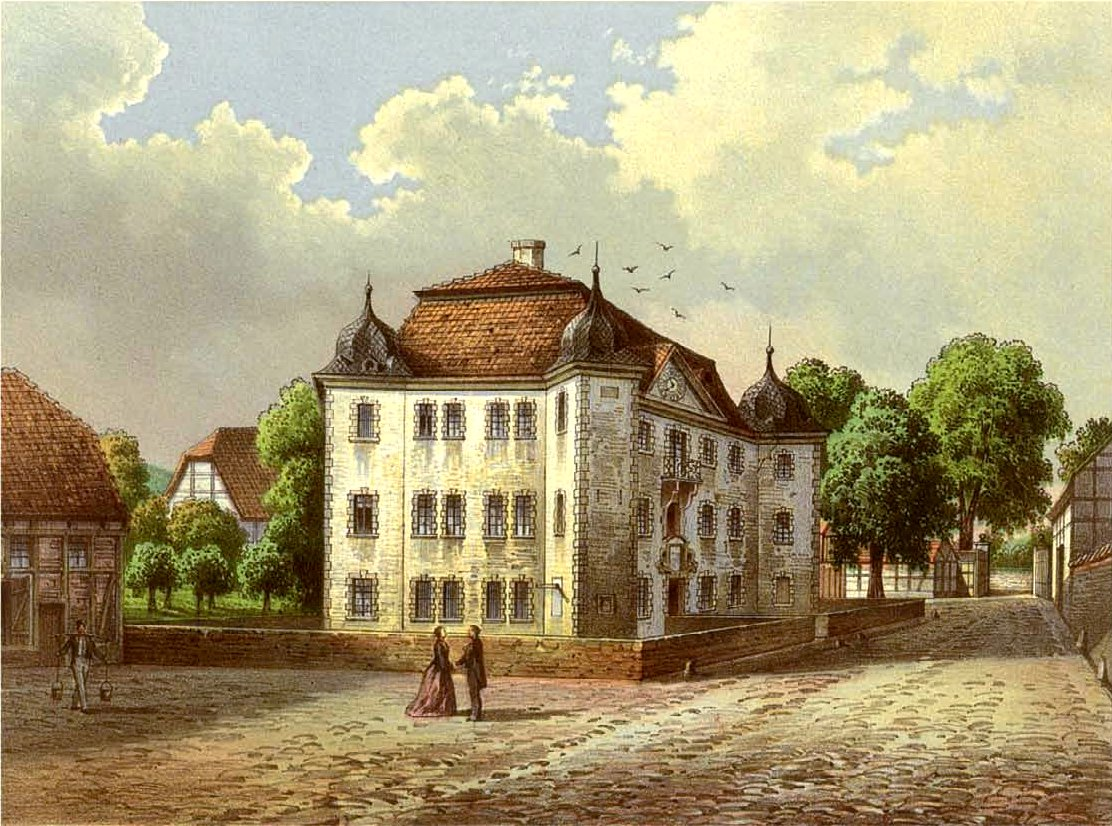
Schloss Niedergebra um 1860

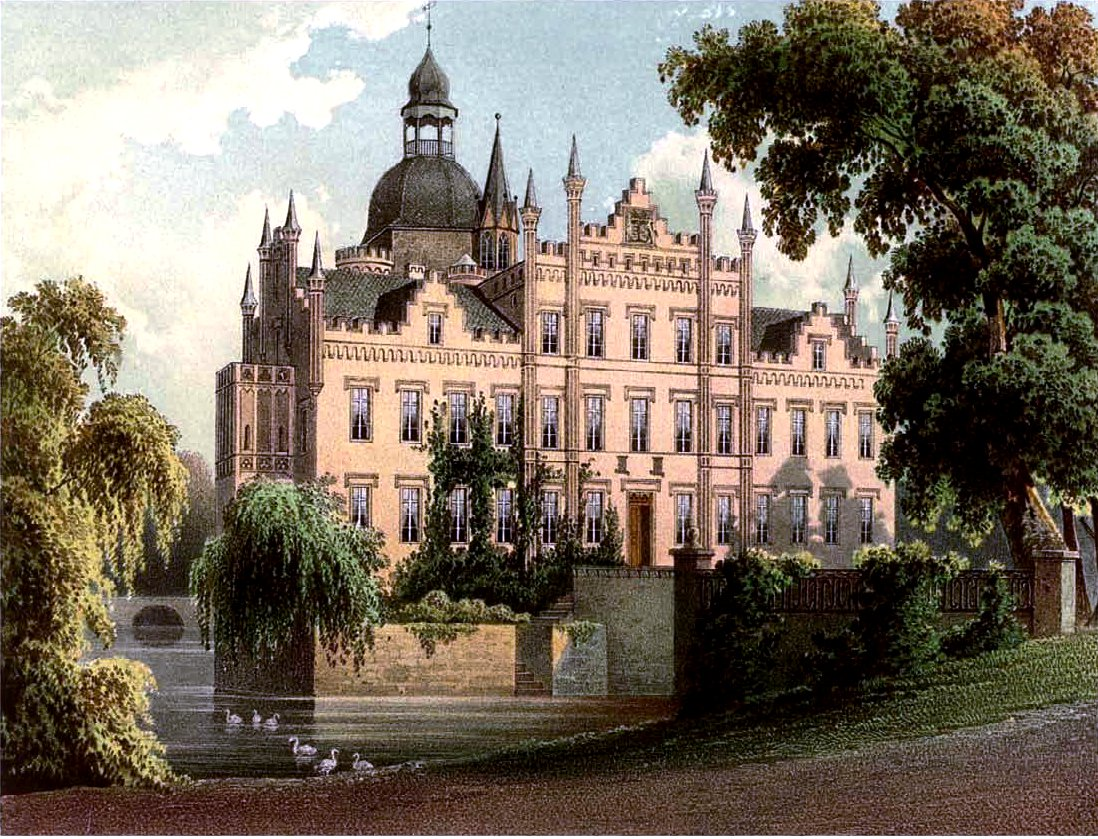
Schloss Möckern um 1865, Sammlung Alexander Duncker

Im 12. Jahrhundert wurde ferner Ernst de Indagine als Lehnsherr auf der Haynerburg erwähnt. Er hatte zwei Söhne, Dietrich und Heinrich. Dietrich ließ sich auf Düna (der heutigen Wasserburg Deuna) nieder, Heinrich blieb in Rüdigershagen.
1296 saßen auf den Burggütern in Mühlhausen die Brüder Rüdiger und Heinrich von Hagen sowie ein Voigt Thilo von Proiken, möglicherweise ein Vertreter des Klosters Volkenroda.
Anfang des 14. Jahrhunderts begann die Reichsstadt Mühlhausen sich verstärkt gegen Übergriffe der Landadeligen auf ihre Handelswege und das Hoheitsgebiet zu erwehren. Mühlhausen hatte hierzu den Thüringer Dreistädtebund mitbegründet. Zug um Zug wurden mit großer militärischer Übermacht die zahlreichen Burgen im Umkreis eingenommen und in der Regel zerstört. Um 1340 waren die Herren vom Hagen erstmals genötigt, einen Sühnevertrag mit dem Mühlhäuser Stadtrat zu schließen, auch ihre Burgen in Rüdigershagen waren eingeäschert worden.
Die Wasserburg Deuna wurde danach zum neuen Stammsitz der Familie. Bei den Trümmern der Alten Burg ließen die Herren vom Hagen durch Hartwig von Knorr, der Teile des Dorfes als Pfandbesitz erworben hatte, einen Wirtschaftshof im Bereich der Vorburg errichten.
Im frühen 16. Jahrhundert trat die Familie als möglicherweise erstes Adelsgeschlecht der Umgebung zum evangelischen Glauben über.
1544 endete die Zeit der Herren von Knorr in Rüdigershagen, als Christoph vom Hagen auf Deuna die dortigen Güter zurückerwarb. Diese Persönlichkeit zählte zu den bedeutendsten Adeligen des Eichsfeldes und war ein früher Anhänger des Reformators Luther. Die Familie ging in Opposition zur katholischen Kirche und verbot sogar die Betretung der ihre Güter durch katholische Geistliche. 1562 erwarb Christoph das Gut Niedergebra.
Das 1590 erbaute Schloss in Rüdigershagen wurde von Hans vom Hagen bewohnt, er starb jedoch ohne Erben und sein Besitz fiel an seinen Bruder Christoph in Deuna.
Stammvater des gräflichen Zweiges vom Hagen wurde Christoph Friedrich Wilhelm (1754–1813), der neben Schloss Möckern als Fideikommisserbe auch die Güter bei Mühlhausen und im Eichsfeld bewirtschaftete. Am 10. Juli 1803 erhob ihn König Friedrich Wilhelm III. in den erblichen Grafenstand. Das Gut Ackerbau, Wald, Zuckerfabrik und die Brennerei in Möckern, blieben bis zur Enteignung 1945 im Familienbesitz. Hans-Dietrich Graf vom Hagen (1939–2025) kaufte nach der Deutschen Wiedervereinigung Teile des Gutes Möckern zurück.
Von Renata Gräfin vom Hagen, geb. Gräfin von Wedel (1909–1974), Erbin des westfälischen Schlosses Sandfort, gelangte dieses an ihren Adoptivsohn Friedrich Freiherr von Plettenberg, der den Namen Graf vom Hagen Frhr. von Plettenberg annahm.

## Wappen
Das Stammwappen zeigt in Silber zwei schwarze Angelhaken. Auf dem Helm mit schwarz-silbernen Helmdecken ein offener, von Silber und Schwarz geteilter (auch mit den Angelhaken belegter silberner) Flug.
Ein Wappen des Zweiges aus Rüdigershagen aus dem Jahr 1381 soll in Silber einen stählernen Helm, besteckt mit sieben roten Hahnenfedern; auf dem Helm mit rot-silbernen Decken die sieben roten Hahnenfedern zeigen.

Wappen derer von dem Hagen (1381)

## Personen
- Otto vom Hagen (1562–1626), deutscher Bergbauunternehmer
- Christoph vom Hagen (1592–1655), deutscher Bergbauunternehmer
- Heinrich vom Hagen (1619–1664), deutscher Bergbauunternehmer, Inhaber des Oberamtes Eisleben und schwedischer Major
- Ludwig Philipp vom Hagen (1724–1771), Herr auf Schloss Möckern, Staatsminister Friedrichs des Großen
- Christoph Friedrich Wilhelm vom Hagen (1754–1813), Herr auf Schloss Möckern, preußischer Oberfinanzrat, seit 1803 Graf
- Henriette Ernestine Christiane vom Hagen (1760–1794), deutsche Dichterin
- Ludwig vom Hagen (1770–1842), Regierungspräsident von Köln und Erfurt
- Hilmar vom Hagen (1835–1900), Fideikommissherr auf Möckern, Mitglied des preußischen Abgeordneten- und Preußisches Herrenhauses
- Rüdiger vom Hagen (1868–1947), Fideikommissherr auf Möckern
- Aga vom Hagen (1872–1949), deutsche Malerin, Autorin und Kunstmäzenin
- Marlis Gräfin vom Hagen (1911–2007), deutsche Politikerin (CDU)

## Gleichnamige Adelsgeschlechter
Zu beachten ist, dass es verschiedene Adelsfamilien des Namens Hagen gibt, die nicht miteinander verwandt sind, so neben den hier besprochenen thüringischen Freiherren und Grafen „vom Hagen“ die bereits 1255 erloschenen hessischen Reichsministerialen „von Hagen-Münzenberg“, die brandenburgischen „von der Hagen“ und die neumärkischen „von Hagen“; sowie die briefadeligen von Hagen. 
Einige der noch bestehenden Adelsgeschlechter des Namens Hagen haben einen gemeinsamen Familienverband gegründet.